# Christina Reinira van Reede
Christina Reinira van Reede, född 1776, död 1847, var en nederländsk orangist (rojalist). Hon blev berömd i sin samtid för att ha räddat orangisten general Van der Capellen ur fransk fångenskap 1813: de franska myndigheterna gick med på att släppa honom på villkor att hon sjöng marseljäsen. Hon gick med på det, men bad att få sjunga den på holländska. På det sättet framförde hon, utan att fransmännen märkte det, i stället en hymn.